# 김행자 (정치인)
김행자(金幸子, 1943년 5월 10일~1982년 11월 11일)는 대한민국의 정치인이다. 이화여자대학교 교수로 재직 중이던 1980년 전두환의 국가보위입법회의에 참가한 뒤 민주정의당 비례대표로 제11대 국회의원에 선출되었으나, 임기 중 병으로 사망했다.
숙명여대 정치학과 교수 출신으로 역시 국가보위입법회의 입법의원과 제11대 민주정의당 전국구 의원을 지낸 이경숙은, 자신과 김행자가 구색을 갖추기 위해 끼워넣어진 사례이며 각각 숙대와 이대 동문회를 통해 추천되었다고 참가 경위를 설명한 바 있다.

## 약력
- 이화여자대학교 정치외교학과 졸업(석사)
- 미국 하와이 대학 정치학 석사 및 박사
- 국제정치학회 감사
- 크리스찬아카데미 여성사회연구회 회장
- 한국정치학회 이사 및 연구위원
- 이화여자대학교 교수
- 1980년: 국가보위입법회의 입법의원
- 1981년~1982년: 제11대 국회의원(민주정의당)

## 역대 선거 결과
| 실시년도 | 선거  | 대수 | 직책     | 선거구 | 정당       | 득표수      | 득표율         | 순위        | 당락 | 비고 |
| -------- | ----- | ---- | -------- | ------ | ---------- | ----------- | -------------- | ----------- | ---- | ---- |
| 1981년   | 총선  | 11대 | 국회의원 | 전국구 | 민주정의당 | 5,776,624표 | \| \| 35.6% \| | 전국구 55번 |      | 초선 |
|          | 35.6% |      |          |        |            |             |                |             |      |      |

## 참고 문헌
- “民正 金幸子의원” (PDF). 동아일보. 1982년 11월 12일. 11면. 2016년 3월 8일에 원본 문서 (PDF)에서 보존된 문서. 2008년 5월 23일에 확인함.